# اصغریه
اصغریه یک روستا در ایران است که در دهستان جلگه ماژان واقع شده‌است. اصغریه ۱۷۸ نفر جمعیت دارد.